# Anatoli Wassiljewitsch Bakuschinski
Anatoli Wassiljewitsch Bakuschinski (russisch Анатолий Васильевич Бакушинский; * 16. Apriljul. / 28. April 1883greg. in Werchni Landech; † 9. Januar 1939 in Moskau) war ein russischer Kunstwissenschaftler und Hochschullehrer.

## Leben
1907 begann Bakuschinski das Studium an der Kaiserlichen Universität Dorpat, das er 1911 abschloss. Darauf lehrte er 1912–1914 am Moskauer Schelaputin-Institut für Pädagogik.
Nach der Oktoberrevolution arbeitete Bakuschinski in Moskau 1917–1925 in der Zwetkow-Galerie und ab 1924 in der Tretjakow-Galerie bis zu seinem Tode. Er entwickelte eine Methodik für die Vorbereitung von Exkursionen und Prinzipien für die ästhetische Erziehung insbesondere der Kinder.
Bakuschinski war Vorstandsmitglied der 1921 gegründeten Staatlichen Akademie der Kunstwissenschaften der RSFSR in Moskau, die ähnliche Ziele wie das Bauhaus verfolgte und bis 1930 bestand (Präsident: Pjotr Semjonowitsch Kogan; Vizepräsidenten: Wassily Kandinsky, Nikolai Kirjakowitsch Piksanow, Gustav Speth; Vorstand: Kogan (Vorsitz), Piksanow (Vizevorsitz), Bakuschinski, A. M. Rodionow, Leonid Leonidowitsch Sabanejew, Wladimir Maximowitsch Fritsche, Speth, Nikolai Jefimowitsch Efros). Bakuschinski setzte sich seit der Revolution für die Wiederbelebung des russischen Kunsthandwerks mit den Lackminiaturen aus Palech, den Lackminiaturen aus Mstjora, den Lackminiaturen aus Cholui, der Chochloma-Malerei, der Gorodezer Malerei und dem Dymkowoer Spielzeug der Anna Afanassjewna Mesrina aus Wjatka-Dymkowo ein. Er entwickelte eigene Arbeitsmethoden, die ihre Bedeutung bis heute beibehalten haben. Er arbeitete mit den Meistern zusammen, deren künstlerische Freiheit nicht zugunsten der Wirtschaftlichkeit eingeschränkt werden sollte.
Ab 1921 war Bakuschinski Professor am Lehrstuhl für Theorie und Geschichte der Kunst der Universität Moskau. 1936 wurde er zum Doktor der Kunstwissenschaften promoviert.
Bakuschinski wurde auf dem Nowodewitschi-Friedhof begraben.